# Urbano Rattazzi
Urbano Pio Francesco Giacomo Rattazzi (Alessandria, 30 giugno 1808 – Frosinone, 5 giugno 1873) è stato un politico italiano.
Esponente di spicco e successivamente capo dell'ala democratica (Sinistra storica) del Parlamento Subalpino e, successivamente, italiano, ricoprì numerosi incarichi ministeriali tra il 1848 e il 1849 nel Governo Casati, nel Governo Gioberti e nel Governo Chiodo. 

Passato all'opposizione, nel 1852 strinse un patto politico (Connubio) con l'ala moderata della Destra storica, guidata da Cavour, che permise a questi di divenire Primo ministro, e a Rattazzi di assumere il ruolo di Presidente della Camera dei deputati, e poi quello di Ministro della giustizia e dell'interno.

Dopo la rottura con Cavour, Rattazzi si accostò sempre più a Vittorio Emanuele II, divenendo un suo uomo di fiducia, e contrapponendosi in tal modo alla politica del conte. Scomparso Cavour e salito al potere Bettino Ricasoli, nel 1862 Rattazzi riuscì a sostituirlo e a divenire Presidente del Consiglio dei ministri del Regno d'Italia, ma la sua esperienza governativa si concluse brevemente dopo la Giornata d'Aspromonte, la quale, mal gestita, portò alle sue dimissioni. 

Ritornato al governo nel 1867, sempre succedendo a Ricasoli, Rattazzi cadde nuovamente dopo una breve permanenza al governo del Paese sempre per non aver saputo gestire la Questione romana, i cui esiti disastrosi porteranno alla Battaglia di Mentana. Questa disfatta segnerà le sue ennesime dimissioni e il ritiro definitivo dalla scena politica.

## Biografia

### Giovinezza ed educazione

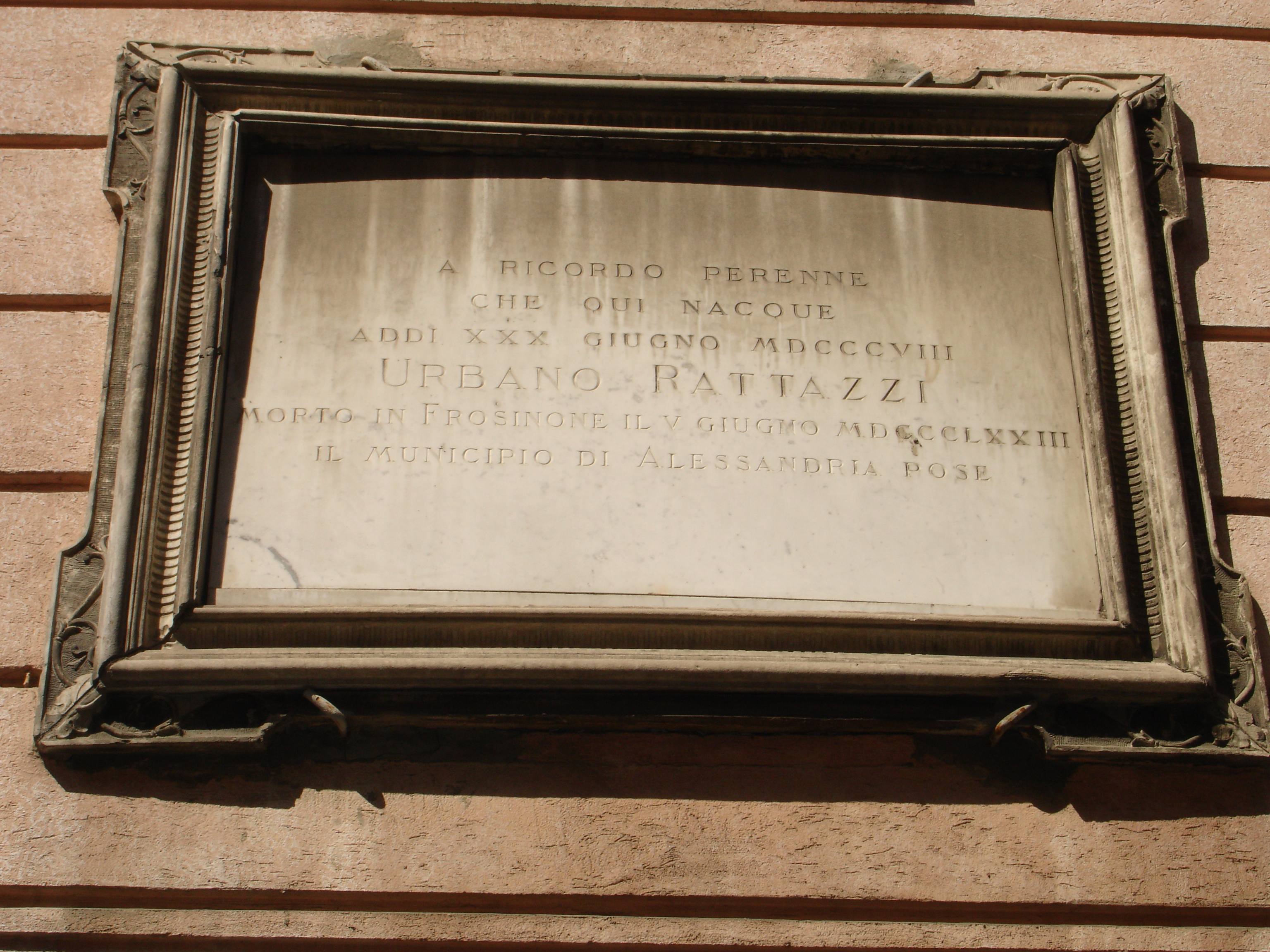
Lapide commemorativa sulla casa natale

Urbano Rattazzi nacque ad Alessandria il 30 giugno 1808, da una famiglia benestante e di alto prestigio sociale originaria di Masio: infatti sia il padre, Giuseppe Rattazzi, decurione del consiglio municipale alessandrino, sia la madre, Isabella Bocca, sua terza moglie, provenivano da famiglie appartenenti al patriziato urbano di Alessandria, che si era sempre distinto in politica e faceva parte della cosiddetta "nobiltà di cappa corta".
Battezzato con i nomi di Urbano, Pio, Francesco e Giacomo, ben presto il giovane decise di dedicarsi agli studi di legge, iscrivendosi alla facoltà di giurisprudenza dell'Università di Torino, dove si laureò nel 1829. Dopo aver rifiutato una cattedra all'ateneo torinese, Urbano esercitò la professione di avvocato, trasferendosi nel 1837 a Casale Monferrato, dove era stata istituita la Corte d'appello, diventando in breve tempo uno dei più valenti avvocati della città.

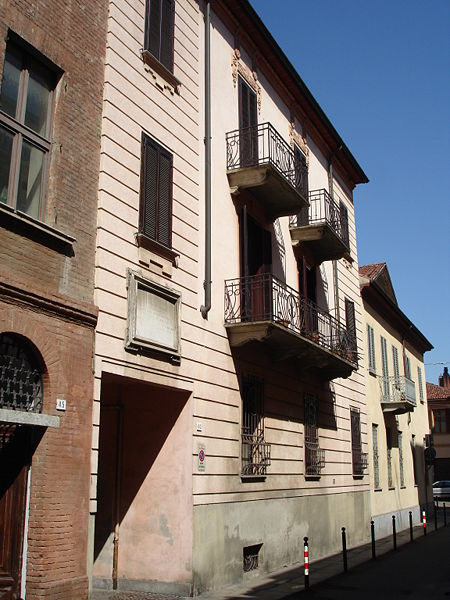
Casa natale di Urbano Rattazzi

Poco dopo Rattazzi si lasciò distrarre dalla passione politica: infatti nell'agosto del 1847, tenutosi a Casale il congresso dell'Associazione agraria di Torino, fu tra coloro che firmarono un indirizzo, rivolto a Carlo Alberto e ideato dal socio Giovanni Lanza, per avere concessioni maggiori, simili a quelle adottate per Firenze e Roma, come l'istituzione della Guardia Civica e la concessione della libertà di stampa.

### Parlamento subalpino
Dopo la concessione dello Statuto Albertino il 4 marzo 1848 e la convocazione per il 17 aprile dei comizi elettorali per l'elezione del primo Parlamento subalpino, l'avvocato piemontese si candidò, nelle file della Sinistra storica, per il collegio di Alessandria I, rimanendo alla Camera dei deputati per ben 11 legislature.
Rattazzi fu un politico tenace e battagliero. Infatti, mentre ancora infuriava la Prima Guerra d'Indipendenza, l'8 giugno 1848, giorno del plebiscito di annessione della Lombardia al Piemonte, si distinse sostenendo un progetto favorevole alla fusione tra i due territori, appoggiando le proposte dei democratici lombardi: mantenimento dell'autonomia del governo provvisorio di Milano fino alla ratifica parlamentare, trasformazione del Parlamento stesso in Consulta, alla quale lo stesso sovrano avrebbe dovuto ricorrere e convocazione della Assemblea Costituente per redigere una nuova Costituzione. Malgrado l'opposizione dei deputati moderati, come Camillo Benso conte di Cavour e di Pier Dionigi Pinelli, la Camera dei deputati approvò la relazione di Rattazzi, che il 6 luglio 1848 ebbe anche l'incarico di stendere la risposta al discorso della Corona.
Nominato ministro della Pubblica Istruzione nel Governo Casati (27 luglio -15 agosto 1848), resse per pochi giorni anche i dicasteri dell'Industria, dell'Agricoltura e del Commercio (4 agosto), dopo le dimissioni di Giuseppe Durini. Si dimise dopo l'Armistizio di Salasco, che interrompeva le ostilità tra Torino e Vienna, sostenendo la necessità di riprendere la guerra contro l'Austria, come richiesto dai deputati democratici radicali. In seguito alla crisi del 16 dicembre 1848, che portò alla caduta del Governo Perrone, dimessosi per il voto favorevole alla Camera della petizione degli studenti universitari torinesi che protestavano contro il nuovo regolamento varato dal ministro della Pubblica Istruzione Carlo Bon Compagni di Mombello, che vietava l'associazione studentesca a fini politici, e all'avvento al potere di Vincenzo Gioberti, Rattazzi fu nominato ministro di Grazia e Giustizia: il suo primo atto da ministro fu l'invio di una circolare ministeriale a tutti i vescovi del Regno, minacciandoli di arresto se non avessero cessato di predicare contro le nuove istituzioni. Il ministro rimase in carica fino al 17 febbraio 1849, quando, in dissenso con il Presidente del Consiglio dei ministri del Regno di Sardegna, che voleva inviare un corpo di spedizione in Toscana per restaurare Leopoldo II e abbattere il governo democratico di Firenze, si dimise insieme a tutto il gabinetto. Il re Carlo Alberto però accettò solo quelle di Gioberti e invitò gli altri ministri a restare in carica, affidando la presidenza al generale Chiodo, nel cui governo fu nominato ministro dell'interno.
Spettò a lui comunicare alla Camera la denuncia dell'Armistizio il 12 marzo 1849 e la ripresa delle ostilità contro l'Austria il 20 marzo: la guerra però fu sfavorevole per l'esercito piemontese, che tre giorni dopo venne sbaragliato dalle truppe austriache nella sconfitta di Novara. Ciò portò all'abdicazione di Carlo Alberto a favore del figlio Vittorio Emanuele II e alla caduta del ministero Chiodo, sostituito dal generale Claudio Gabriele de Launay, che aveva fama di reazionario. Fu in questo periodo che Rattazzi prese le distanze dalla sinistra estrema, che rifiutava la ratifica del trattato di pace con l'Austria e propugnava la guerra ad oltranza, credendo che la resistenza ad oltranza avrebbe nuociuto alle libertà statutarie. Allora il deputato piemontese creò una nuova formazione politica, denominata "Centro-sinistra", la quale faceva sua le idee di Sinistra, pur mantenendole su una posizione più moderata. Fu a capo di questo schieramento che, dopo la fine della III Legislatura del Regno di Sardegna, sciolta in novembre, e il Proclama di Moncalieri, venne rieletto deputato il 9 dicembre 1849.

### Appoggio a d'Azeglio e nascita del Connubio
Il centro-sinistra di Rattazzi appoggiò la fase iniziale del Governo d'Azeglio I nei suoi progetti di riduzione dei privilegi ecclesiastici, culminati con le Leggi Siccardi del 9 aprile 1850, che abolivano il foro ecclesiastico, il diritto d'asilo e regolamentava la manomorta, portando la legislazione ecclesiastica piemontese a livello di quella degli altri Stati europei. Soprattutto Rattazzi sostenne l'entrata nell'esecutivo come ministro delle finanze dell'antico avversario Cavour, che adesso, analogamente al leader di Sinistra, stava creando uno schieramento politico moderato di Destra, (detto "Centro-Destra") allontanandosi dalle ali estreme più reazionarie.
L'idea di una alleanza tra i due schieramenti moderati di Destra e Sinistra maturò già dal dicembre 1851, quando in Francia, con un colpo di Stato, il presidente della Seconda Repubblica francese, Luigi Napoleone Bonaparte, si autoproclamò Imperatore dei francesi con il nome di Napoleone III, instaurando un governo autoritario. I liberali piemontesi temevano che anche in Piemonte potesse avvenire una situazione analoga, sebbene le correnti reazionarie di Destra non avessero che scarsi consensi nel Paese, a causa della strenua difesa dei privilegi clericali. Per prevenire uno spostamento dell'asse politico alla Destra estrema, Cavour decise, all'insaputa del Presidente del Consiglio, di allearsi con la Sinistra moderata di Rattazzi. L'accordo, chiamato ironicamente "Connubio", nel senso di matrimonio, dagli avversari, fu sancito dall'incontro tra i due capi politici nel gennaio del 1852, presenti anche i due mediatori, Michelangelo Castelli per Cavour e Domenico Buffa per Rattazzi. Il programma era semplice e chiaro: abbandono delle ali estreme del Parlamento e alleanza fra conservatori e democratici moderati su un programma di stampo liberale che prevedesse il rafforzamento delle libertà costituzionali e il progresso civile ed economico della Nazione.
Il primo banco di prova del nuovo patto fu l'applicazione della legge De Foresta, un provvedimento restrittivo sulla libertà di stampa che impediva le offese sui giornali piemontesi ai capi di Stato e di governi stranieri, in discussione alla Camera in febbraio. Pur personalmente contrario alla legge, Rattazzi in Parlamento annunciò che avrebbe appoggiato la proposta legislativa, a patto che l'esecutivo non ponesse più provvedimenti restrittivi. La Destra invece aveva chiesto un irrigidimento della norma, mentre Cavour propose piccoli ritocchi che non ne modificassero in sostanza il contenuto e non attentassero al principio di libertà. Il 5 febbraio 1852 Cavour pronunciò alla Camera un memorabile discorso sulla libertà di stampa, mentre cinque giorni dopo, il 10 febbraio, la Camera approvò la legge con 100 voti a favore e 44 contrari: la Destra votò con i deputati moderati di Cavour, mentre la Sinistra, estrema e moderata, disperse i voti tra contrari e favorevoli, poiché i singoli deputati votarono singolarmente dopo il discorso di Rattazzi di combattere la legge in senso progressista.
Tuttavia il primo vero successo del Connubio fu l'elezione, il 4 marzo di quell'anno, di Rattazzi a vicepresidente della Camera, dopo un rimpasto governativo favorevole a Cavour. Intanto, deceduto il presidente Pinelli il 23 aprile, il conte propose il capo della Sinistra moderata alla successione, in opposizione al candidato governativo Carlo Bon Compagni di Mombello, venendo eletto l'11 maggio 1852 Presidente della Camera dei deputati, alla terza votazione, raccogliendo 74 voti favorevoli contro i 52 del rivale, a cui andarono i voti di Destra, di alcuni della Sinistra e dei deputati più vicini a d'Azeglio. Quest'ultimo, contrariato dall'intraprendenza del suo ministro, presentò immediatamente le dimissioni a Vittorio Emanuele II, il quale, anch'egli ostile al cambiamento dell'asse politico a Sinistra, le rifiutò, riconfermandogli l'incarico il 16 maggio. D'Azeglio quindi poté varare il suo secondo governo, estromettendo da esso Cavour, sostituito al dicastero delle finanze da Luigi Cibrario, ma la nuova compagine ministeriale si rivelò estremamente debole, dimostrandolo nel tentativo di istituire nel regno il matrimonio civile, progetto approvato dalla Camera ma arenatosi al Senato. A questo punto l'obiettivo degli uomini del Connubio fu di portare Cavour alla Presidenza del Consiglio, riuscendoci il 4 novembre 1852, dopo le dimissioni di d'Azeglio.

### Incarichi ministeriali e Crisi Calabiana
Rattazzi rimase alla presidenza della Camera fino al 27 ottobre 1853, quando fu chiamato nel Governo Cavour I come ministro della Giustizia; successivamente, dal 6 marzo 1854, ottenne anche il dicastero dell'interno ad interim. In qualità di ministro della Giustizia fu un alacre lavoratore e riformatore: su sua iniziativa vennero infatti proposti progetti di legge per il riordino del sistema giudiziario, la riforma del codice penale, l'ammissione al beneficio del patrocinio dell'avvocato dei poveri, e soprattutto, la legge sulla soppressione delle corporazioni religiose. Questo provvedimento, presentato il 28 novembre 1854, scatenò una vivissima opposizione che culminò nella cosiddetta Crisi Calabiana: infatti, per prevenire il rafforzamento degli ambienti clericali, vicini alla corte e alla Destra reazionaria, oltre che in conformità ai principi liberali del governo, il ministrò propose al Parlamento un progetto di legge che prevedeva la soppressione degli congregazioni religiose del Regno, eccetto quelle dedite alla cura dei bisognosi e all'istruzione, devolvendone i beni ad un fondo di risparmio che potesse essere in grado di pagare uno stipendio ai sacerdoti più disagiati. Senza cedere alla Sinistra estrema, che voleva la soppressione totale degli ordini religiosi piemontesi, la legge passò alla Camera il 2 marzo 1855 con 117 voti a favore e 36 contrari. Ma il Senato, insieme al re, che non voleva rompere con il Vaticano, su proposta di alcuni eminenti senatori cattolici, propose che l'episcopato offrisse 900.000 lire per il sostentamento dei parroci poveri, nel tentativo di neutralizzare la legge sui conventi. La proposta del Senato fu accettata dal papa e quindi girata al governo, che però rifiutò decisamente, minacciando le dimissioni se il testo originario non fosse stato mantenuto. Il 25 aprile 1855, Vittorio Emanuele II cercò di sondare il generale Giacomo Durando per formare un nuovo esecutivo, ma il tentativo fallì, mentre il giorno dopo, in Senato, il senatore Luigi Nazari di Calabiana, vescovo di Casale, ufficializzò la proposta dell'episcopato, non specificandone le condizioni per permettere al futuro governo di operare una conciliazione. Infine, il 27 aprile, constatata l'opposizione del re e l'impossibilità di far passare la legge, il gabinetto si dimise.
La proposta di Calabiana fu vista come un'ingerenza clericale negli affari interni del Regno di Sardegna, dove si susseguirono violente dimostrazioni anti-clericali, mentre il 2 maggio Cavour informava il re che un governo di Destra avrebbe significato rinunciare alla politica italiana e Durando, il giorno dopo, in difficoltà a formare la compagine ministeriale, rinunciò al mandato, adducendo come motivo l'inaccettabilità della proposta del vescovo di Casale e i problemi di ordine interno che avrebbe significato uno spostamento a Destra. Quindi, seppur riluttante, Vittorio Emanuele II dovette riaffidare, il 4 maggio, il mandato al governo dimissionario, che ritornò alla guida del Paese. Ritornava tuttavia il problema spinoso della legge sui conventi, bloccata al Senato, che fu modificata con un emendamento proposto dal giurista Luigi Des Ambrois e da Giacinto Collegno, il quale prevedeva che i religiosi presenti nei conventi soppressi non sarebbero stati cacciati, ma vi sarebbero rimasti fino alla naturale estinzione della loro comunità. Sottoposto al Senato il 10 maggio, l'emendamento, pur contestato dalla Destra clericale, passò con 47 voti favorevoli, 45 contrari e 3 astenuti. Il testo definitivo fu approvato dai senatori il 22 maggio, quindi, rimandato alla Camera, venne approvato il 28 maggio, malgrado le contestazioni dei clericali e le critiche della sinistra, e firmata dal re il giorno dopo. 
A ciò seguì, il 26 luglio, la scomunica di Pio IX al sovrano, al governo e ai parlamentari che avevano approvato la legge.

### Rottura con Cavour
Frattanto, mentre era in corso il dibattito sulla legge sui conventi, era scoppiata la Guerra di Crimea, alla quale Francia e Regno Unito chiesero la partecipazione del Piemonte: Rattazzi, dapprima contrario all'entrata in guerra a fianco di Francia e Regno Unito, ne divenne in seguito un convinto sostenitore, difendendo nel gennaio 1855 alla Camera con la sua foga oratoria il trattato di alleanza e la convenzione con cui Torino entrava in guerra contro la Russia. Frattanto però l'asse clericale, che odiava Rattazzi per la legge sui conventi ed era ostile al governo anche a causa della cattiva situazione delle finanze sarde dovuta ad un ristagnamento economico, si era rinsaldato; lo si vide quando, nel giugno del 1857 scoppiarono alcuni moti repubblicani a Genova, ideati da Giuseppe Mazzini (condannato a morte in contumacia), presto sedati dalle forze dell'ordine. L'opposizione non mancò di rinfacciare al ministro dell'interno di non aver saputo prevenire i disordini: Rattazzi si difese brillantemente alla Camera, ma i suoi avversari politici cominciarono a convincere Cavour a separarsi dal collega di governo, ritenuto troppo imprudente e imprevedibile. In principio il conte resistette, ma dopo le elezioni generali per il rinnovo della Camera, avvenute il 15 novembre 1857 e che videro un leggero sorpasso delle ali estreme di Destra e Sinistra a scapito dei candidati governativi, Cavour, pressato anche da Napoleone III, che mal tollerava la sua presenza al dicastero dell'interno per le sue idee troppo spinte, lo convinse a ritirarsi dal governo il 15 gennaio 1858. Da allora Rattazzi, sebbene elogiato alla Camera dal presidente del Consiglio e da questi ricompensato con la presidenza della stessa nel dicembre dello stesso anno, ebbe per il vecchio alleato un senso di risentimento profondo, stringendo al contempo i rapporti con Vittorio Emanuele II, attraverso anche l'appoggio dell'amante del re, Rosa Vercellana, nominata contessa di Mirafiori (alla quale renderà sempre omaggio, a differenza di Cavour o di Ricasoli).

### Unità d'Italia
Dopo l'armistizio di Villafranca dell'11 luglio 1859 che segnò la fine della Seconda Guerra d'Indipendenza e le dimissioni di Cavour dal governo, il politico piemontese entrò a far parte del gabinetto La Marmora come ministro degli Interni. Grazie a lui il governo ottiene poteri straordinari, che gli consentirono di governare senza il consenso del Parlamento: ne approfittò per far ridisegnare al governo i confini del Piemonte, con l'annessione della Provincia di Novi e della ex Provincia di Bobbio, evitando il passaggio per la Camera con il R.D. n. 3702 del 23 ottobre 1859, noto come Decreto Rattazzi, che inoltre ridisegnava la geografia amministrativa sarda, dividendo lo Stato in province, circondari, mandamenti e comuni, creando un'amministrazione fortemente centralizzata sul modello francese. Lasciato il portafoglio dell'interno il 21 gennaio 1860, Rattazzi, venne eletto il 7 marzo 1861, dopo le elezioni parlamentari indette per consentire ai deputati dell'Italia centrale e meridionale di entrare a far parte del Parlamento, primo Presidente della Camera dopo l'Unità d'Italia. In quella veste diresse la discussione parlamentare sulla proclamazione del Regno d'Italia e poi quella dell'intitolazione degli atti del governo.

### Matrimonio
Il 3 febbraio 1863 Urbano Rattazzi sposò a Torino Maria Wyse Bonaparte (1831-1902), vedova del conte Frederic Joseph de Solms. Maria era figlia di Thomas Wyse, diplomatico di origine irlandese, e di Letizia Cristina Bonaparte, figlia di Luciano, fratello dell'imperatore francese Napoleone.
Dalla coppia nacque una figlia, Isabella Roma, nata il 21 gennaio 1871, che dopo la morte del padre due anni dopo, seguì la madre in Francia e in Spagna.

### Presidenza del Consiglio e questione romana
Il 3 marzo 1862, caduto il ministero Ricasoli, Rattazzi ricevette da Vittorio Emanuele II la nomina a Presidente del Consiglio, assumendo anche l'interim dell'interno e degli Esteri. L'esecutivo era composto quasi esclusivamente da ministri piemontesi e contraddistinto dalla presenza di numerosi indipendenti vicini alla Sinistra. Uno dei primi atti del nuovo governo fu la sottoscrizione, il 22 marzo 1862, del primo trattato del Regno d'Italia con uno Stato estero: la Repubblica di San Marino, a cui venne assicurata la protezione militare da qualsiasi minaccia esterna e stabiliva relazioni commerciali. In politica interna, grazie all'operato del suo ministro delle finanze Quintino Sella, vennero unificati i sistemi tributari e monetari, con l'introduzione, il 24 agosto 1862, della lira italiana, che sostituì tutti i precedenti sistemi di monetazione degli Stati preunitari.
Il problema più grave però riguardava la questione nazionale, in quanto per completare l'unificazione mancavano ancora il Veneto e Roma. Il 7 marzo Rattazzi aveva detto in Parlamento che a Roma bisognava andarci con il consenso della Francia e per vie diplomatiche, ma intanto il Partito d'Azione e i Comitati di provvedimento per Roma e Venezia, riuniti a Genova, acclamarono Garibaldi come loro presidente per guidarli alla lotta contro l'Austria e il papato. Per prevenire le proteste internazionali, il primo ministro il 13 maggio ordinò l'arresto di alcuni garibaldini a Sarnico, sul confine con il Trentino, dove si stavano radunando per una probabile spedizione nel Veneto, con l'accusa di "insurrezionalismo". Alcuni degli arrestati furono tradotti a Brescia, dove la popolazione, indignata, assaltò la prigione per liberarli, provocando l'intervento dell'esercito che sparò sulla folla, provocando 3 morti. L'episodio mise in subbuglio l'opinione pubblica e scatenò l'attacco dei deputati e dei giornali di Sinistra, vicini a Mazzini e Garibaldi, che nei giorni seguenti accusarono ferocemente l'operato del governo. Durante gli eventi che precedettero la crisi di Aspromonte, Rattazzi non seppe o non volle fermare con tempismo l'azione di Giuseppe Garibaldi, che voleva ritentare la Spedizione dei Mille passando dalla Sicilia per conquistare Roma. Le minacce francesi di intervento armato spinsero il re a sconfessare l'azione del patriota italiano, mentre il governo fu costretto a ricorrere ad una spedizione militare che dovette affrontare l'eroe in campo aperto all'Aspromonte il 29 agosto, terminata con il ferimento e l'arresto del condottiero. Travolto dalla crisi scaturita e attaccato per le azioni anti-garibaldine da Ricasoli e da esponenti dell'estrema Sinistra, il 29 novembre il primo ministro annunciò l'intenzione di dimettersi, mentre l'indomani, scartata l'ipotesi di sciogliere la Camera, Vittorio Emanuele II accettò le dimissioni del ministero; su consiglio dello stesso Rattazzi, il sovrano diede un mandato esplorativo prima a Cassinis, che rinunciò, poi a Luigi Carlo Farini, che l'8 dicembre 1862 fu nominato Presidente del Consiglio.
Dopo un periodo di appartamento dalla vita pubblica, Rattazzi tornò al potere il 10 aprile 1867, succedendo a Ricasoli come nel 1862, e subito dovette affrontare due problemi: la liquidazione dell'asse ecclesiastico e, nuovamente la Questione romana. Il 15 agosto 1867 fu varata la legge che sopprimeva tutti gli ordini religiosi presenti nel Regno, ritenuti superflui alla vita religiosa del Paese, mentre agli enti ecclesiastici rimasti (seminari, diocesi, parrocchie, canonicati, fabbricerie e ordinariati) fu imposto un aggravio fiscale del 30 %.
Frattanto, profittando della popolarità derivatagli dalla vittoria di Bezzecca, Garibaldi stava ritentando l'impresa di invadere Roma, raccogliendo un corpo di volontari ai confini con il Lazio. Rattazzi stavolta agì in tempo facendo arrestare Garibaldi a Sinalunga, ma la situazione sfuggì nuovamente di mano alle autorità italiane, quando il 19 ottobre il generale fuggì rocambolescamente da Caprera e sbarcò in Toscana per invadere i resti dello Stato pontificio (impresa che si concluderà con la disastrosa battaglia di Mentana), Rattazzi fu costretto dal Re a dimettersi il 27 ottobre 1867.

### Ultimi anni e morte

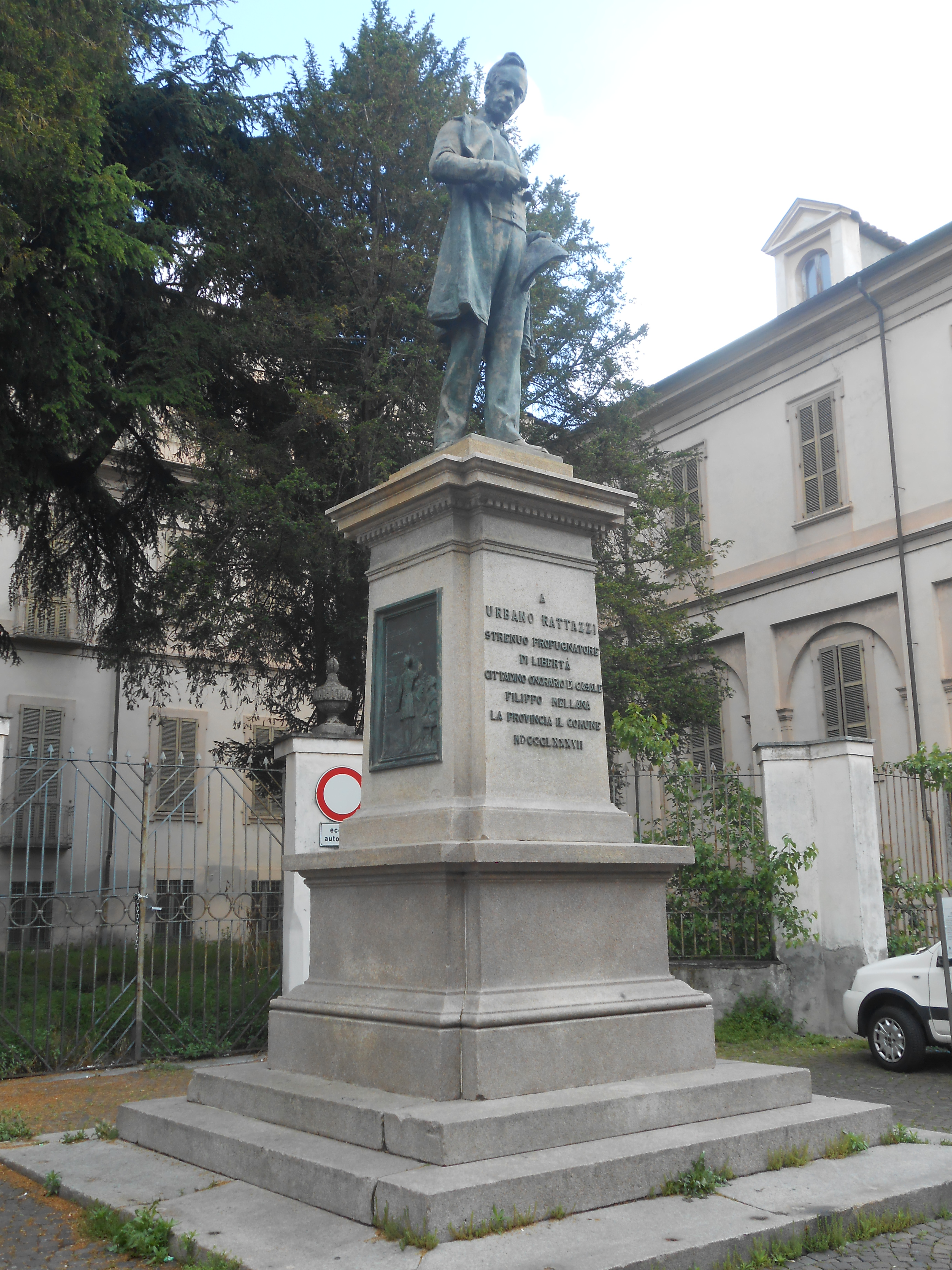
Monumento a Rattazzi in Casale Monferrato scolpito da Leonardo Bistolfi

Terminò in tal modo la carriera politica di Rattazzi, che tuttavia rimase alla Camera come deputato e intervenne frequentemente nei lavori parlamentari. Altra carica che accettò, nel settembre del 1868, fu quella di presidente del Consiglio provinciale di Alessandria, conscio ormai di non poter ambire ad incarichi più alti. I suoi sforzi negli ultimi anni di vita si concentrarono soprattutto nel portare la sua formazione politica, la Sinistra storica, nell'ordine costituzionale, ossia nei giochi per le cariche ministeriali.
Infine, il 5 giugno 1873, Urbano Rattazzi morì, per un cancro al fegato, nella sua villa presso Frosinone, a 64 anni. Dopo una doppia cerimonia civile, a Roma e ad Alessandria, la salma di Rattazzi, imbalsamata, fu sepolta nel cimitero monumentale della sua città natale.
L'eredità politica di Rattazzi sarebbe stata raccolta dal nipote omonimo, Urbano Rattazzi iuniore, figlio di suo fratello Giacomo, che sarebbe divenuto molto vicino a Casa Savoia durante il regno di Umberto I, fino al punto di venire nominato Ministro della Real Casa, a testimoniare i buoni rapporti tra la monarchia e la famiglia Rattazzi.
Per quanto di orientamento anticlericale, Rattazzi riconobbe l'utilità del lavoro svolto da Don Bosco nel raccogliere ed educare i ragazzi di strada e sostenne il sacerdote nella fondazione dell'ordine salesiano.

## Intitolazioni
• Nella sua città natale, Alessandria, gli è stata intitolata una Scuola Primaria, sita in via Tortona, facente parte dell'Istituto Comprensivo "De Amicis - Manzoni".